# Big Bet
Big Bet (koreanischer Originaltitel: 카지노 Casino) ist eine südkoreanische Serie, die von den Produktionsfirmen Arc Media, B.A. Entertainment und C-JeS Entertainment für die Walt Disney Company umgesetzt wurde. In Südkorea fand die Premiere der Serie am 21. Dezember 2022 als Original durch Disney+ via Star statt. Im deutschsprachigen Raum erfolgte die Erstveröffentlichung der Serie am 15. Februar 2023 durch Disney+ via Star.
Die Serie umfasst insgesamt 16 Episoden, die in zwei Staffeln mit jeweils 8 Episoden aufgeteilt wurden.

## Handlung
Big Bet erzählt die Geschichte von Cha Mook-sik, der einst als König des Casinos galt und durch eine unglückliche Verkettung von Ereignissen alles verloren hat. Er kehrt in die zwielichtige Glücksspielszene zurück und setzt dieses Mal sein Leben aufs Spiel.

## Besetzung und Synchronisation
| Rolle         | Schauspieler |
| ------------- | ------------ |
| Cha Mook-sik  | Choi Min-sik |
| Oh Seung-hoon | Son Sukku    |
| Jeong-pal     | Lee Dong-hwi |

## Episodenliste

### Staffel 1
| Nr. (ges.) | Nr. (St.) | Deutscher Titel             | Originaltitel       | Erstveröffentlichung (Südkorea) | Deutschsprachige Erstveröffentlichung (D/A/CH) |
| ---------- | --------- | --------------------------- | ------------------- | ------------------------------- | ---------------------------------------------- |
| 1          | 1         | Die Casino-Bar              | 카지노 바           | 21. Dez. 2022                   | 15. Feb. 2023                                  |
| 2          | 2         | Die Steuer-Bombe            | 세금폭탄            | 21. Dez. 2022                   | 15. Feb. 2023                                  |
| 3          | 3         | 10 Jahre alte Schuldscheine | 10년 묵은 채권      | 21. Dez. 2022                   | 15. Feb. 2023                                  |
| 4          | 4         | Es läuft                    | 롤링                | 28. Dez. 2022                   | 15. Feb. 2023                                  |
| 5          | 5         | Die Strategie               | 설계                | 4. Jan. 2023                    | 15. Feb. 2023                                  |
| 6          | 6         | Der Korean Desk             | 코리안데스크        | 11. Jan. 2023                   | 15. Feb. 2023                                  |
| 7          | 7         | Der Mord im Zuckerrohrfeld  | 사탕수수밭 살인사건 | 18. Jan. 2023                   | 15. Feb. 2023                                  |
| 8          | 8         | Die Entführung              | 납치                | 25. Jan. 2023                   | 15. Feb. 2023                                  |

### Staffel 2
| Nr. (ges.) | Nr. (St.) | Deutscher Titel     | Originaltitel     | Erstveröffentlichung (Südkorea) | Deutschsprachige Erstveröffentlichung (D/A/CH) |
| ---------- | --------- | ------------------- | ----------------- | ------------------------------- | ---------------------------------------------- |
| 9          | 1         | Todfeinde           | 돌아올 수 없는 강 | 15. Feb. 2023                   | 15. Feb. 2023                                  |
| 10         | 2         | Attentäter          | 암살자들          | 15. Feb. 2023                   | 15. Feb. 2023                                  |
| 11         | 3         | Eintagsfliege       | 하룻밤 인생       | 15. Feb. 2023                   | 15. Feb. 2023                                  |
| 12         | 4         | Reingelegt          | 누명              | 22. Feb. 2023                   | 22. Feb. 2023                                  |
| 13         | 5         | Das letzte Urteil   | 마지막 판결수     | 1. März 2023                    | 1. März 2023                                   |
| 14         | 6         | Comeback            | 복귀              | 8. März 2023                    | 8. März 2023                                   |
| 15         | 7         | Sein oder Nichtsein | 죽느냐 사느냐     | 15. März 2023                   | 15. März 2023                                  |
| 16         | 8         | Abschiebung         | 강제송환          | 22. März 2023                   | 22. März 2023                                  |